# TT121
TT121 (Theban Tomb 121) è la sigla che identifica una delle Tombe dei Nobili ubicate nell’area della cosiddetta Necropoli Tebana, sulla sponda occidentale del Nilo dinanzi alla città di Luxor, in Egitto. Destinata a sepolture di nobili e funzionari connessi alle case regnanti, specie del Nuovo Regno, l'area venne sfruttata, come necropoli, fin dall'Antico Regno e, successivamente, sino al periodo Saitico (con la XXVI dinastia) e Tolemaico.

## Titolare
TT121 era la tomba di:
| Titolare | Titolo                | Necropoli           | Dinastia/Periodo                | Note                                                                                      |
| -------- | --------------------- | ------------------- | ------------------------------- | ----------------------------------------------------------------------------------------- |
| Ahmose   | Primo Lettore di Amon | Sheikh Abd el-Qurna | XVIII dinastia (Thutmosi III ?) | quasi alla sommità del versante nord-est della collina; a nord e più in basso della TT120 |

## Biografia
Nessuna notizia biografica è ricavabile dai testi parietali.

## La tomba
La TT121 si sviluppa planimetricamente con forma a "T" rovesciata tipica delle sepolture di questo periodo. Un breve corridoio, sulle cui pareti è rappresentato il defunto in compagnia di due donne, dà accesso a una sala trasversale sulle cui pareti, in quattro registri sovrapposti, è rappresentata la cattura di uccelli e animali selvatici, nonché il censimento del bestiame. Pochi frammenti recano l'immagine di due uomini inginocchiati che sovrastano una lunga lista di offerte e dipinti di suppellettili; poco oltre, la nave di Thutmosi III con dee alate sulle fiancate. Segue un inno a Ptah-Seker-Osiride, nonché tracce di una processione funeraria con il trasporto di suppellettili tra cui archi, collane, statue del re, lo stendardo del dio Horus e rituali sulla mummia.

### Annotazioni
1. ↑  La prima numerazione delle tombe, dalla numero 1 alla 253, risale al 1913 con l’edizione del "Topographical Catalogue of the Private Tombs of Thebes" di Alan Gardiner e Arthur Weigall. Le tombe erano numerate in ordine di scoperta e non geografico; ugualmente in ordine cronologico di scoperta sono le tombe dalla 253 in poi.
2. ↑  I campi della Duat, ovvero l'aldilà egizio, si trovavano, secondo le credenze, proprio sulla riva occidentale del grande fiume.
3. ↑  Nella sua epoca di utilizzo, l'area era nota come "Quella di fronte al suo Signore" (con riferimento alla riva orientale, dove si trovavano le strutture dei Palazzi di residenza dei re e i templi dei principali dei) o, più semplicemente, "Occidente di Tebe".
4. ↑  le Tombe dei Nobili, benché raggruppate in un'unica area, sono di fatto distribuite su più necropoli distinte.
5. ↑  Le note, sovente di inquadramento topografico della tomba, sono tratte dal "Topographical Catalogue" di Gardiner e Weigall, ed. 1913 e fanno perciò riferimento alla situazione dell'epoca.
6. ↑  Era compito dei preti "lettori" l'organizzazione delle cerimonie e la recitazione ad alta voce, durante le cerimonie sacre, degli inni previsti. Proprio per tale conoscenza delle invocazioni giuste e corrette, i "lettori" venivano considerati detentori di poteri magici.

### Fonti
1. ↑  Gardiner e Weigall 1913.
2. ↑  Donadoni 1999,  p. 115.
3. ↑  Gardiner e Weigall 1913, p. 26.
4. 1 2 3  Porter e Moss 1927,  p. 235.
5. ↑  Gardiner e Weigall 1913, pp. 26-27.